# NGC 4145
NGC 4145 este o intermediate spiral galaxy⁠(d) situată în constelația Câinii de Vânătoare. A fost descoperită în 18 martie 1787 de către William Herschel. Se află la o distanță de 19 megaparseci de Pământ.